# Reshet
 (décembre 2024).
La mise en forme du texte ne suit pas les recommandations de Wikipédia : il faut le « wikifier ».
Les points d'amélioration suivants sont les cas les plus fréquents. Le détail des points à revoir est peut-être précisé sur la page de discussion.
- Les titres sont pré-formatés par le logiciel. Ils ne sont ni en capitales, ni en gras.
- Le texte ne doit pas être écrit en capitales (les noms de famille non plus), ni en gras, ni en italique, ni en « petit »…
- Le gras n'est utilisé que pour surligner le titre de l'article dans l'introduction, une seule fois.
- L'italique est rarement utilisé : mots en langue étrangère, titres d'œuvres, noms de bateaux, etc.
- Les citations ne sont pas en italique mais en corps de texte normal. Elles sont entourées par des guillemets français : « et ».
- Les listes à puces sont à éviter, des paragraphes rédigés étant largement préférés. Les tableaux sont à réserver à la présentation de données structurées (résultats, etc.).
- Les appels de note de bas de page (petits chiffres en exposant, introduits par l'outil «  Source ») sont à placer entre la fin de phrase et le point final[comme ça].
- Les liens internes (vers d'autres articles de Wikipédia) sont à choisir avec parcimonie. Créez des liens vers des articles approfondissant le sujet. Les termes génériques sans rapport avec le sujet sont à éviter, ainsi que les répétitions de liens vers un même terme.
- Les liens externes sont à placer uniquement dans une section « Liens externes », à la fin de l'article. Ces liens sont à choisir avec parcimonie suivant les règles définies. Si un lien sert de source à l'article, son insertion dans le texte est à faire par les notes de bas de page.
- La présentation des références doit suivre les conventions bibliographiques. Il est recommandé d'utiliser les modèles {{Ouvrage}}, {{Chapitre}}, {{Article}}, {{Lien web}} et/ou {{Bibliographie}}. Le mode d'édition visuel peut mettre en forme automatiquement les références.
- Insérer une infobox (cadre d'informations à droite) n'est pas obligatoire pour parachever la mise en page.

Pour une aide détaillée, merci de consulter Aide:Wikification.
Si vous pensez que ces points ont été résolus, vous pouvez retirer ce bandeau et améliorer la mise en forme d'un autre article.
Reshet (en hébreu : רשת, réseau), ou dans sa forme complète  Reshet Media Ltd (anciennement Reshet-Nega), connue sous sa dénomination de diffusion télévisuelle, Reshet 13 (רשת 13), est une société israélienne de contenu audiovisuel. Elle commence en exploitant le canal d'Aroutz 2 du 4 novembre 1993 au 31 octobre 2017, ainsi que les émissions Keshet, la télévision éducative et la société d'information (jusqu'au 29 octobre 2005 également aux côtés de Talad). Le 28 octobre 2017, les diffusions de la franchise prennent fin sur la chaîne 2, et à partir du 1er novembre 2017, à minuit, les diffusions de la société ont lieu sur le canal 13, d'où le nom de Reshet 13.
Depuis le 16 janvier 2019, elle exploite également « News 13 » dans le cadre de la fusion « Reshet » avec Channel Ten. La société exploite également les chaînes dramatiques turques (pour les téléspectateurs de HOT, yes, Partner TV et Cellcom TV), la chaîne de téléréalité et la chaîne de vacances (pour les téléspectateurs de Hot, yes et Partner TV), la chaîne de divertissement (pour les téléspectateurs de yes et HOT) et le site Web « 13tv.co.il » (anciennement reshet.tv), qui comprend également l'archive nana10 (qui deviendra plus tard le site Web 13 News, qui fait désormais partie de 13tv.co.il).

## Historique

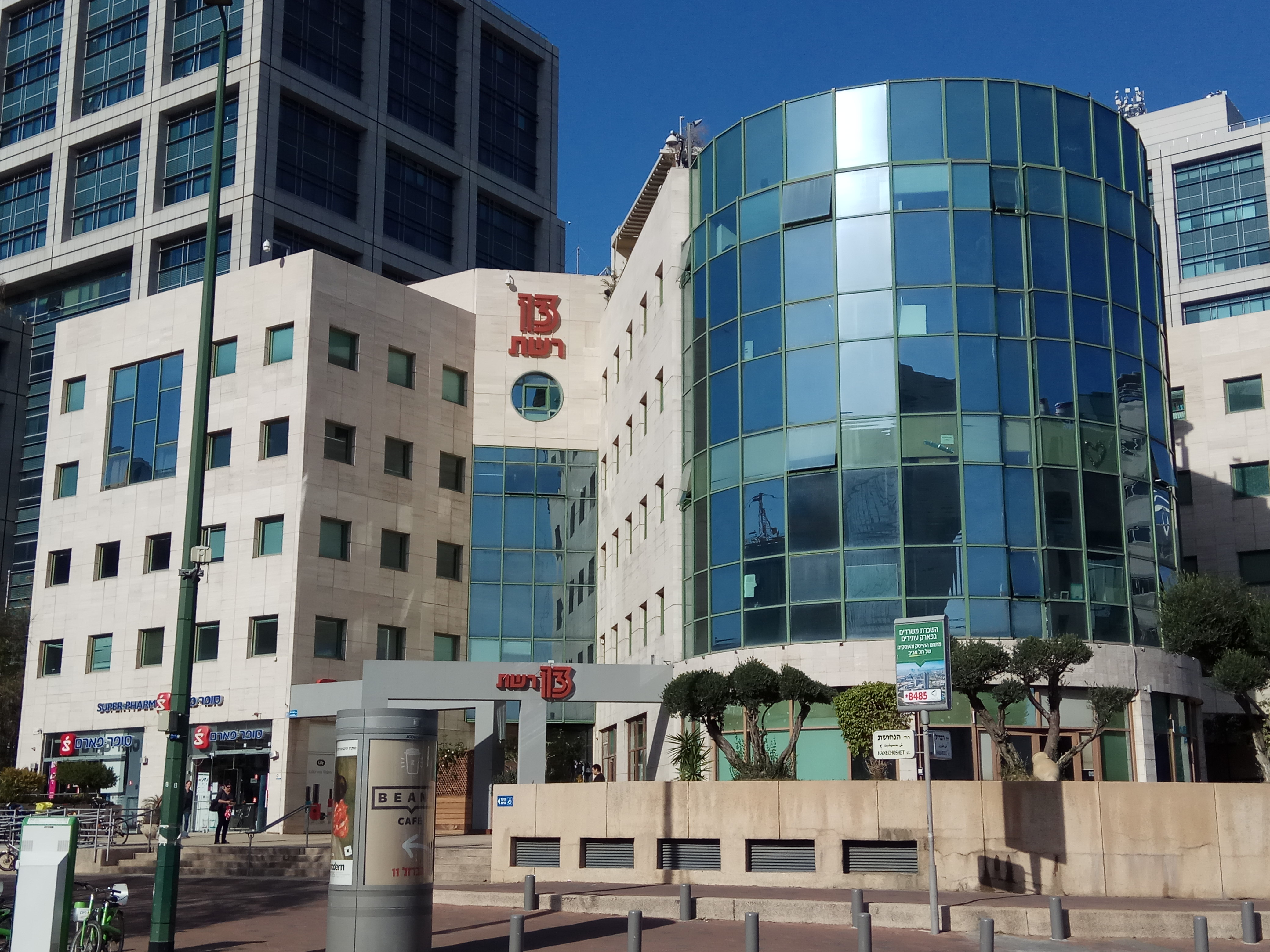
Siège de Reshet au 23 rue Barzel, Tel Aviv, en février 2019;

En 1984, Dan Shilon est PDG de Network Communications and Productions Ltd. David Federman était auparavant président de la société.

### 1996: un canal pour trois franchises
Le 4 novembre 1993, la deuxième chaîne commerciale, Aroutz 2, qui répond à la Seconde Autorité de Télévision et de Radio, est diffusée pour la première fois. Avec la création de la chaîne, trois franchises de diffusion sont nommées responsables du corps des émissions et du contenu de la chaîne : « שידורי קשת » / Shidori Keshet* (Keshet diffusion), « טלעד »  / Talad* » et Reshet. avec un contrat de diffusion d'une durée d'une décennie, les trois franchises décident qu'à chaque semaine, elles échangeront à tour de rôle des jours de diffusion entre elles, de sorte que l'une d'elles recevra trois jours de diffusion et les deux autres deux jours.

### 2005: un canal entre Reshet et Keshet
À la fin de l'autorisation de diffusion décennale, soit en avril 2005, une commission du ministère israélien des Communications décide que seules deux franchises recevront des contrats de diffusion pour la décennie suivante. Parmi les quatre candidats (le quatrième était ici, un organisme qui n'avait jamais diffusé auparavant), « קשת » / Keshet* (arc-en-ciel) et Reshet sont choisies pour diriger le jury de diffusion. Keshet, qui obtient le score final le plus élevé lors de l'appel d'offres, bénéficie de quatre jours de diffusion, tandis que Reshet n'est autorisée à en diffuser que trois. Ainsi, jusqu'en 2007, Reshet diffuse du dimanche au mardi et Keshet du mercredi au samedi. En 2008, 2010 et le 1er janvier 2012, les jours de diffusion sont modifiés et la diffusion s'effectue du mercredi au samedi. Depuis, les franchises changent de jours chaque année.

### 2009-2015: changements de dirigeants et actionnaires
Jusqu'en mars 2009, Yohanan Tsangan est PDG de la société, date à laquelle il est remplacé par Avi Zvi.
Jusqu'en 2013, les associés de l'entreprise sont Audi Angel et la famille Ofer à travers « L.I.N Or Communications » (51 %), Aviv Giladi et Naftali. six. Holdings (20 %), Ogan Yam Holdings (13 %) et  Strauss Group (16 %).
En août 2012, Castaway acquiert les droits de diffusion de Survivor en Israël. Ainsi, la diffusion des prochaines saisons de la émission de téléréalité a  lieu sur Aroutz 2. Channel 10 proteste contre le vol présumé de son émission phare et menace de prendre des mesures légales pour récupérer la franchise de l'émission.
En décembre 2013, la société néerlandaise Endemol acquiert 33 % de la société Reshet. L'entreprise appartient à 51 % à Audi Angel et à hauteur de 16 % à la famille Strauss.
En novembre 2015, le nom de la société passe de « Network-Nega Ltd » à « Network Media Ltd ».

### 2017: naissance de Reshet 13
Le 13 octobre 2016, on apprend que la chaîne a déposé une demande de licence pour passer à une diffusion 7 jours sur 7.
Du 6 au 7 septembre 2017, la chaîne met en ligne une bande-annonce des émissions de la nouvelle chaîne 13 dont elle est propriétaire, sous le titre « La chaîne 2 passe à la chaîne 13 ». Le titre est jugé trompeur par la seconde autorité de régulation qui ordonne au franchisé de retirer sur le champ sa bande annonce de l'antenne,,.
Le samedi 28 octobre 2017  est officiellement le dernier jour de diffusion complète de Reshet sur Aroutz 2. Cependant, le 31 octobre, dernier jour de diffusion de la chaîne 2 en général, un réseau de temps d'arc a été créé pour promouvoir l'arrivée de la chaine 13. Depuis le 1er novembre 2017, la société met en service Reshet 13, qa nouvelle chaîne diffusée en continu, sept jours par semaine.

## Fusion avec Channel 10
Même à l'époque de Aroutz 2, les bruits de couloir dans le milieu de l'audio-visuel parlent d'une fusion entre acteurs du marché médiatique ; il s'agirait d'une démarche visant à unir les multiples franchises d'Aroutz 2 en une seule franchise (une démarche dont on prête l'initiative à Arnon Milchan avec l'aide présumée du Premier ministre Benyamin Netanyahou afin que Milchan achète les actions de la franchise Reshet), ou si une décision unirait l'une des franchises Aroutz 2 avec Channel 10. Au départ, il est question de pourparlers entre Reshet et la franchise concurrente à l'arc-en-ciel, Keshet Diffusions ; une démarche qui n'aboutit pas, mais dès 2008, la rumeur court à propos d'une éventuelle fusion entre la franchise Reshet et Channel 10.
Au moment de la scission, les chaînes commerciales affirment avoir des difficultés à gérer la réglementation et des revenus publicitaires considérablement diminués [réf. nécessaire], et par conséquent, la possibilité de fusionner Reshet et Channel 10 est à nouveau examinée. Selon les médias, des discussions ont lieu entre les parties, avec la possibilité que Keshet rachète la part de Reshet dans la société de presse (ce que Keshet avait déjà essayé de faire à la veille de la scission, mais cela ne se concrétise pas en raison du refus de Reshet) tandis que Reshet, avec Channel 10, sera le propriétaire majoritaire de News 10. Le 20 mars 2018, le site TheMarker révèle que le propriétaire majoritaire de la chaîne et de la société de presse, RGE, avait l'intention de vendre la société de presse en échange de 200 millions de shekels. Le PDG d'Aroutz Asar (Channel 10), Yossi Warshavsky, répond à la publication en affirmant qu'il s'agit d'une « fausse nouvelle ».
Le 13 juin 2018, les actionnaires de Reshet et de Channel 10 soumettent un protocole d'accord signé par les deux sociétés, qui vise à lancer un processus de fusion entre elles. Le 4 juillet 2018, Reshet et Channel 10 signent l'accord de fusion. Le 8 août 2018, la fusion est approuvée par le commissaire antitrust.
Le 15 octobre 2018, les actionnaires de Reshet annoncent qu'ils annulent la fusion avec Channel 10 à la lumière des retards de la seconde autorité à prendre une décision concernant la fusion,. Il est toutefois décidé que la deuxième autorité discuterait à nouveau de la question de la fusion et prendrait une décision le 7 novembre 2018. Le ministre de la Communication israélien, Ayoub Kara, reporte la discussion au 8 novembre 2018, au cours de laquelle sont approuvés la fusion entre les deux entités et le début des diffusions de la chaîne fusionnée le 1er janvier 2019. En conséquence, la Channel 10 devrait mettre fin à ses émissions le 31 décembre 2018, jour auquel les émissions de la société d'information sur Reshet 13 prendront fin, et le lendemain, Reshet diffusera le contenu de la chaîne 10 et les programmes d'information 10,. Selon les estimations, la fusion ne pourrait avoir lieu qu'au cours du mois de janvier 2019 et non au début, et de ce fait, Channel 10 et Reshet 13 ne mettront fin à leurs émissions dans leur format actuel qu'au cours du mois de janvier.
Le 3 janvier 2019, la fusion est approuvée par la Commission de centralisation. Le 15 janvier, les émissions de Channel 10 prennent fin et le 16 janvier, les émissions de la chaîne Reshet 13 commencent.
Une partie importante des salariés des deux chaînes s'oppose au processus de fusion en raison de préoccupations concernant leurs droits et leur emploi. Le 23 janvier, une semaine après le début des émissions de la chaîne fusionnée, une convention collective est conclue, approuvée par l'Histadrout, la direction de la chaîne fusionnée et les représentants du comité ouvrier de la chaîne. Selon l'accord, 80 salariés des deux chaînes seront licenciés, ceux qui sont intéressés pourront prendre leur retraite volontairement dans des conditions favorables, et si de nouvelles normes étaient élaborées ou si des normes existantes devenaient vacantes à l'avenir, la priorité serait donnée aux candidats ayant travaillé dans ces filières dans le passé.

## Émissions notables

### Contenu important actuel

#### Séries dramatiques et comiques
- « נבסו » / Nebso (2017-en cours) — série comique mettant en vedette le créateur de la série Yossi Wasa, Merav Feldman et Hana Leslau.
- « חברות » / les amis (transfert de Channel 10) (2019-en cours) — série comique mettant en vedette Little Schwartz.
- « לה פמיליה » / La Familia (transfert de Channel 10) (2019-en cours) — série comique mettant en vedette Rotem Abuhav, Mariano Idelman et Norman Issa.
- « מפלצות קטנות » / Little Monsters (2016-en cours) -— série comique satirique sur les relations parents-enfants présentées comme des petits monstres. Avec Ohad Knoller, Shamrit Lustig, Uri Pepper et Uri Lazerovich.
- « בלקספייס » / Black Space (2020-en cours) — série dramatique fictive mettant en vedette Gori Alfie.

#### Émissions de téléréalité, concours et divertissements
- « הכל הולך » / tout peut arriver (depuis 2014) — un programme d'animation où les participants sont obligés d'improviser en fonction des jeux et des situations qui leur sont proposés. Animé par Dvir Bendak, avec la participation de Tal Friedman, Keren Mor, Molly Shulman, Shahar Hasson, Naomi Levov, Eliana Tadhar, Yossi Marshak et Oz Zahavi.
- Survie (depuis 2015) — un groupe de personnes est envoyé sur un site difficile à vivre, comme une île déserte, et doit y vivre pendant un certain temps, faire face à diverses tâches et, en fonction des résultats de les tâches, recevez des récompenses et déterminez qui continue dans le jeu et qui est éliminé. Soumis par Guy Zoertz . Les saisons précédentes du programme ont été diffusées de 2007 à 2012 sur Channel 10.
- X Factor Israel (depuis 2013) — émission de téléréalité musicale animée par Bar Refaeli.
- « » / La course au million  (depuis 2009) —: émission de téléréalité animée par Ron Shahar, dans laquelle 12/11 couples s'affrontent pour un million de shekels, dans un voyage autour du monde.
- Chef Games (depuis 2014) — émission de téléréalité traitant de la cuisine, animée par Miri Bohdana, et les juges : Meir Adoni, Asaf Granit et Moshik Roth.
- The Voice Israel (depuis 2012) — un format dans lequel les candidats (« mentors » comme on les appelle dans le programme) ne voient pas les personnes examinées mais entendent seulement leur voix. Si « la voix » leur semble prometteuse, ils peuvent choisir de travailler avec elle au cours de la saison. Plus tard, les chanteurs s'affrontent et chaque semaine les mentors s'affrontent pour tenter de mener leur chanteur à la victoire. Le nouveau chanteur gagnant reçoit un prix en espèces et un contrat d'enregistrement.
- The Wall  (depuis 2018) — divertissement basé sur un format américain réalisé par Zvika Hadar, dans lequel deux participants devront répondre à des questions et battre le mur pour repartir avec plus de 6 millions de NIS.
- Kitchen Revolution (depuis 2015) — programme docu-réalité animé par le chef Assaf Granit.
- Big Brother (depuis 2018) — version israélienne de l'émission de téléréalité mondiale dans laquelle plusieurs candidats entrent dans la "Big Brother House", où ils sont filmés et enregistrés 24 heures sur 24 et 7 jours sur 7 et pendant leur séjour les résidents doivent effectuer diverses tâches pour rester dans la maison. Avant cela, le programme était diffusé en Israël sur Keshet sur Aroutz 2 dans les années 2008-2017.
- Incroyable Talent Israël (2018 - diffusé) — émission télécrochet animée par Ofer Schechter et Assi Israeloff, dont les juges sont Noa Kirel, Jordan "Jordi" Peleg, Uri Geller et Moran Atias.
- Baby Boom (transfert de Channel 10) (2019 - diffusé) — programme de docu-réalité qui représentait des couples au moment de la naissance de leurs enfants. Basé sur le format britannique.
- The Search (transfert de Channel 10) (depuis 2019) — avec Anat Goren, programme qui recherche les personnes à qui quelqu'un veut dire merci ou s'excuser.
- Fly on the Million (transfert de Channel 10 ) (depuis 2019) — divertissement télévisé original animé par Yaron Rubinsky.

#### Série dramatique
- « הרמון » / Harmon (2018-Ratz) — thriller psychologique sur un père de famille manipulateur vivant dans la polygamie, avec Alon Abutbol, Chen Amsalem et Noam Logsi.
- « מסובך » / Compliqué (transfert de Channel 10) (depuis 2019) — un homme de 40 ans, divorcé + trois filles, tombe amoureux d'une jeune femme mais ne peut pas entretenir une relation régulière avec elle en même temps que sa vie est un gâchis.

#### Talk-show
- Shay on the air (transfert de Channel 10) (2019-2021) — talk-show satirique animé par Shaï Stern.
- The Daily Report (depuis 2018) — talk-show d'actualité traitant de ce qui se passe en Israël et à l'étranger, avec une couverture des événements dans la maison "Big Brother", avec un panel qui change de temps en temps, qui comprend locataires des saisons précédentes. Réalisé par Kobi Machat.

#### Programmes d'investigation, documentaires et actualités
- « אבודים » / Lost (depuis 2011) — programme d'investigation réalisé par Tzufit Grant.
- The Morning Morning (précédemment appelé Reshet al-Morning) (depuis 1996 -Ratz) — l'émission matinale de la franchise, animée par Zvika Hadar, Miri Michaeli et Rotem Israel[25].
- « פותחים יום » / Fotahim Yom*[d] (depuis 2017) — animé par Elad Zohar et Noa Rosin, diffusé de 9h10 à 11h00 (פותחים שישי / Fotahim Shishi*[e] est diffusé le vendredi de 10h00 à 11h00).
- « קפיצה למחר » / bond dans le futur (depuis 2018) — programme organisé par Tzufit Grant dans lequel des célébrités peuvent se voir dans 30 ans.
- « 6 אבות »  (6 pères) (depuis 2018) —  série de docu-réalité israélienne, à laquelle participent six pères célèbres, dans laquelle ils sont exposés et montrent leur style de vie avec leur famille et comment la paternité affecte les carrières et les relations. La série était auparavant diffusée dans sa version féminine intitulée « 6 אימהות » (6 mères) sur Aroutz 2.
- The Connection of Silence (depuis 2018) -—émission où Tzufit Grant part en guerre pour les parents qui ont tout perdu.
- The Tube (transfert de Channel 10) (depuis 2019) — les meilleures vidéos du web, présentées par Guy Lerer.
- The Source (déplacé de Channel 10) (depuis 2019) — émission d'investigation présentée par Raviv Drucker et Baruch Kara.
- Real Faces (transfert de Channel 10) (depuis 2019) — émission d'investigation avec Amnon Levy.
- Doing Accounts (transfert de Channel 10) (depuis 2019) — émission d'investigation socio-économique animée par les journalistes Talia Peled Keenan et Sivan Klingbeil.

## Activités supplémentaires

### Chaînes dramatiques turques
Aujourd'hui, Reshet exploite 6 chaînes premium qui diffusent des séries et des films turcs dans les sociétés suivantes : HOT, NEXT TV, YES, STINGTV, Partner TV et Cellcom TV.
- La chaîne Méditerranée : chaîne qui diffuse des feuilletons inédits en Israël avant son lancement. (La chaîne n'est pas disponible pour les clients de STINGTV)
- La chaîne Méditerranée + : chaîne de feuilletons inédits en Israël avant son essor.
- La chaîne méditerranéenne 2 : chaîne qui diffuse des feuilletons turcs, italiens et grecs qui n'étaient pas encore diffusés en Israël avant son ascension.
- The Turkish Dramas Channel + : chaîne de feuilletons et autres films turcs qui n'avaient pas encore été diffusés en Israël avant son ascension.
- The Turkish Dramas Channel 2 : chaîne de feuilletons et autres films turcs qui n'avaient pas encore été diffusés en Israël avant son ascension.
- Turkish Dramas Channel 3 : chaîne de feuilletons et autres films turcs qui n'avaient pas encore été diffusés en Israël avant son ascension.

### Reality Channel
En préparation du lancement de Big Brother sur Reshet 13, la chaîne décide de lancer Reality Channel sur HOT, diffusée sur le canal 32, dédiée aux émissions de téléréalité en Israël et à l'étranger. La chaîne diffuse principalement des programmes de la franchise (comme The Voice Israel, la course au million et Chef Games), les versions hors d'Israël (The Big Brother et The American Voice) et même des programmes qui n'étaient pas diffusés en Israël auparavant. (le programme de rencontres Love Island et le programme de traques « נרדפים » / naredafim* (Traqués)). En août 2019, après la fusion de Reshet avec Channel 10, les émissions de téléréalité de Channel 10, telles que Wipeout et Hipa wa Hanon, sont ajoutées au programme de diffusion de la chaîne. Fin 2019, avant le lancement de la dixième saison de Big Brother, la chaîne se met à diffuser sur YES, canal 19.

### La chaîne de divertissement
Le 5 décembre 2020, une chaîne a lancé l'Arzot HaSha'aounim, au moment du lancement de la 11e saison de Big Brother, qui est diffusée sur la chaîne 23 sur HOT (anciennement chaîne 93) et OUI (anciennement chaîne 18). Cette chaîne est dédiée aux artistes d'Israël et du monde, et diffuse des programmes de Meshet et Channel 10 (comme 1 contre 100, Fly over the Million et The Golden Cage) ainsi que des programmes étrangers comme American Family Feud et Deal or no deal.

### La chaîne des vacances
Le 23 mai 2022, Reshet lance Recreation Channel sur YES, canal 67. Le 2 juin, la chaîne est également passée sur la chaîne HOT 93. Cette chaîne diffuse du contenu de l'étranger traitant des voyages, des vacances et du style de vie d'Israël et du monde. La chaîne diffuse des programmes d'Israël tels que « המסע המופלא של אהרוני וגידי » (le merveilleux voyage d'Aharoni et Gidi), « הכי בעולם »  (le meilleur du monde) et « החופשה המושלמת » (vacances parfaites), ainsi que des programmes étrangers tels que Vacances en 48 heures" et Voyage Saveur.

### Terminal-X
En septembre 2017, il est rapporté qu'une filiale de Reshet aurait acheté environ un quart des actions du site de marketing de mode Terminal-X, en échange de publicité avec Reshet, pour une durée estimée entre 5 et 8 ans.

### 13GLOBAL
Le 15 décembre 2020, Reshet commence à exploiter une branche internationale, similaire à son concurrent Keshet. Cette affaire est chargée de vendre les contenus en dehors d'Israël (droits et formats) et de créer des contenus dédiés.

### 13Shops
En janvier 2021, Reshet lance un site de commerce électronique nommé 13Shops.

### 13SPOTTV
Courant 2020, il est décidé de lancer une série de conférences Reshet 13. Le premier volet traite des questions économiques dans le contexte de la normalisation avec les Émirats arabes unis et des possibilités économiques de coopération ouvertes à Israël, et le second traite de la situation sanitaire dans le contexte pa,démique de Covid-19. . Dans le même temps, Keshet  organise également sa propre conférence.

### L'échec de Yamiz
En octobre 2017, il est annoncé que Reshet travaille sur une chaîne alimentaire indépendante prévue pour diffusion sur HOT, Cellcom TV et Partner TV. La chaîne se nomme Yamiz et est déjà diffusée sur Partner TV. La chaîne se veut comme une correspondance au site culinaire de Reshet. Finalement, la chaîne ne se concrétise pas et est supprimée de Turner TV en septembre 2019.

### Projet «Les Réseaux»

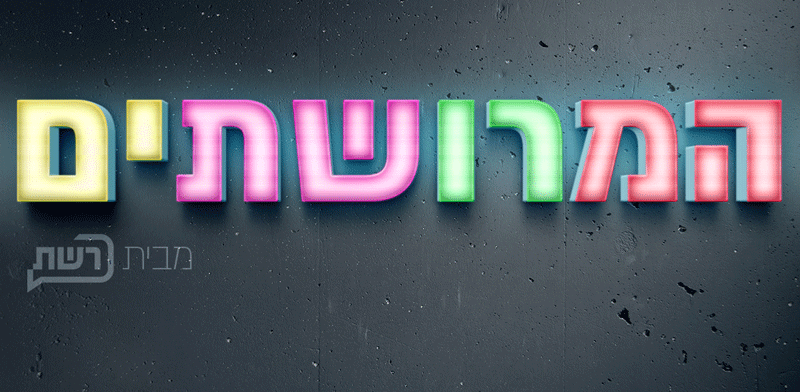
Logo du projet « Les Réseaux ».

En 2017, Reshet ouvre un projet appelé « The Networked » auquel participent les stars du réseau d'Israël, qui mettent régulièrement en ligne des vidéos sur les réseaux sociaux. Dans le projet, Reshet ouvre une nouvelle page sur son site Web intitulée The Networked où sont mises en ligne des vidéos tirées des réseaux sociaux (principalement YouTube ) et des vidéos mises en ligne pour la première fois sur le site reshet.tv.

### Isra-Blog
Avec la fusion de Reshet-La 10 et la cession de tous les droits et propriétés de Channel 10 à Reshet, le site Isra-blog est également transféré à Reshet. En mai 2019, il est annoncé dans l'un des blogs que Reshet a l'intention de retirer définitivement Isra-blog d'Internet vers la fin juin de la même année.